# Kropsbach
Der Kropsbach ist ein 22 km langer Bach in Rheinland-Pfalz und ein rechter Zufluss des Speyerbachs. Sein Einzugsgebiet misst knapp 105 km².
Der Bach, dessen Name mit der Kropsburg rechts über dem Oberlauf verbunden ist, trägt im weiteren Verlauf mehrere andere Abschnittsbezeichnungen. Als Krebsbach fließt er bis zur Einmündung des Riedgrabens bei der Kläranlage Duttweiler, von dort an wird er Altenbach und dann Mühlbachgraben genannt. Etwa ab der Einmündung des Schlittgrabens heißt er bis zum Ende seines Laufs Schlaggraben.

## Geographie

### Quelle
Der Kropsbach entspringt im östlichen Bereich des Mittleren Pfälzerwalds auf 460 m Höhe der Kirchquelle, die auch Kirchbrunnen genannt wird. Diese Schichtquelle liegt auf der Waldgemarkung der Ortsgemeinde St. Martin an der Ostflanke des 617 m hohen Schafkopfs.

### Verlauf
Im Pfälzerwald fließt der Kropsbach durchweg in südöstlicher Richtung. Nach 700 m nimmt er von links den etwa 300 m langen Hüttenbach auf, der von der St. Martiner Grillhütte herkommt.

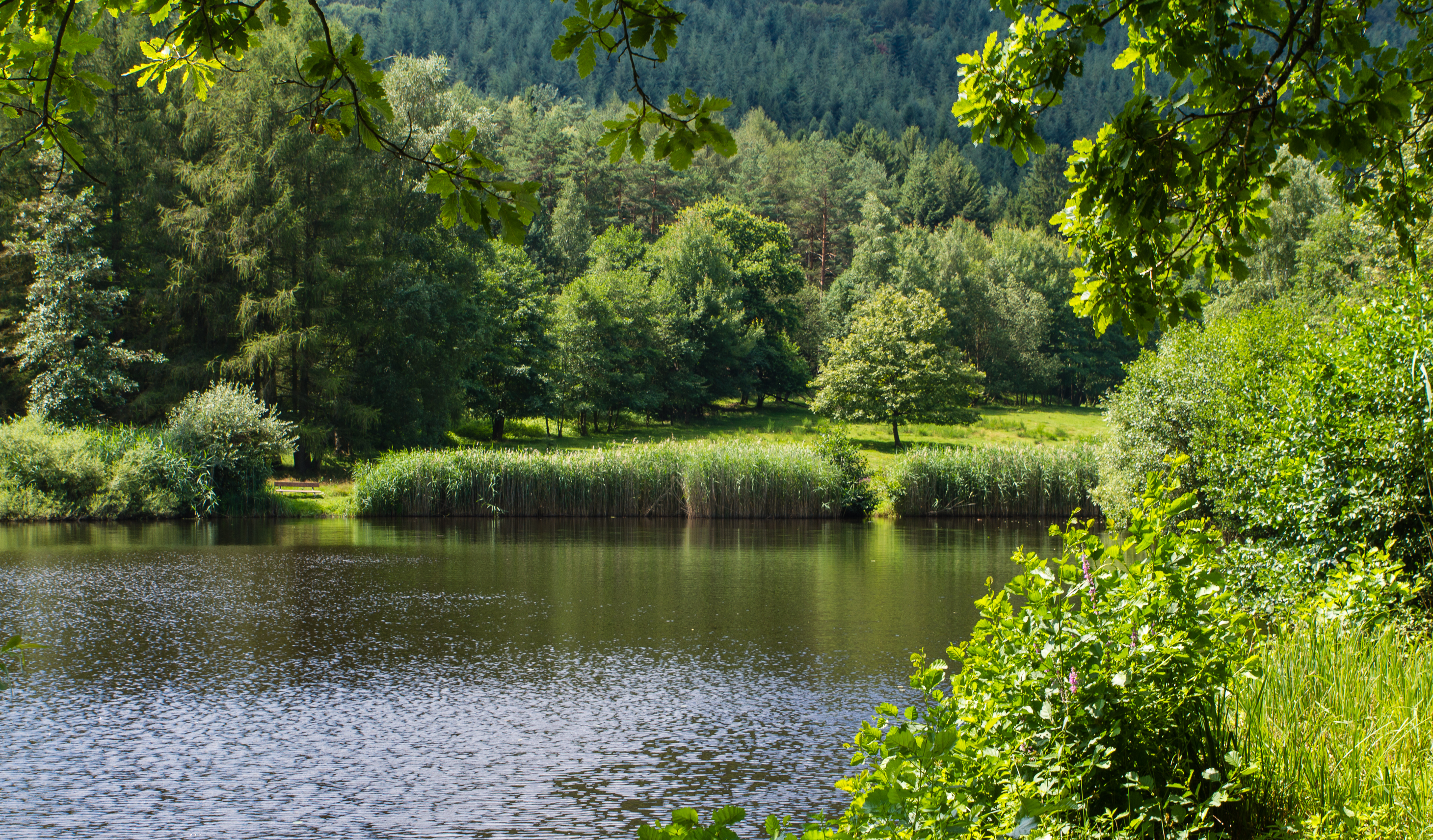
Der Sandwiesenweiher im Pfälzerwald

Unterhalb ist der Kropsbach zum 150 m langen und 60 m breiten Sandwiesenweiher aufgestaut; wenige Meter südlich steht am Hang das Haus an den Fichten, eine bewirtschaftete Schutzhütte des Pfälzerwald-Vereins. Kurz nach dem rechts gelegenen Wetzbrunnen, bei dem der Ritterstein 243 steht, mündet linksseitig der Bach von der Wolselquelle (500 m), 1 km weiter von rechts der Frauenbach (450 m).

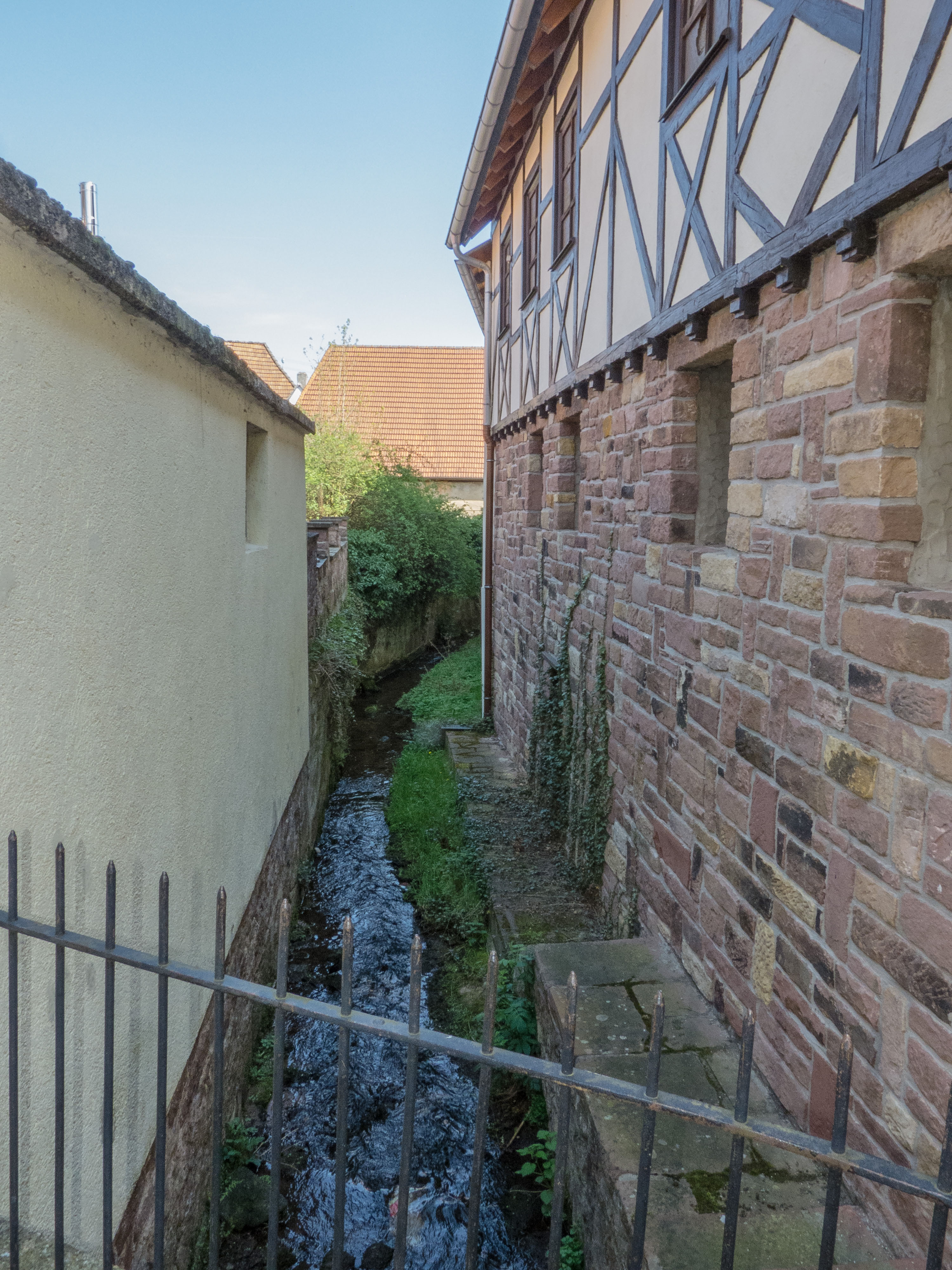
Der Kropsbach in St. Martin

Anschließend durchbricht der Kropsbach das östliche Randgebirge Haardt des Pfälzerwalds und erreicht das Winzerdorf St. Martin, wo die hügelige Rebenlandschaft an der Deutschen Weinstraße beginnt. Unterhalb der Gemeinde wendet sich der Kropsbach mehr nach Osten und durchfließt drei kleine Rückhaltebecken, die bei Starkregen über quer zum Hang verlaufende Gräben Niederschlagswasser aus den angrenzenden Weinbergen aufnehmen können. In Maikammer verlässt der Kropsbach die Hügellandschaft. Er empfängt von links den etwas mehr als 5 km langen Alsterweiler Bach und erreicht Kirrweiler. Dort speist er den gut 300 m langen und an der breitesten Stelle 150 m messenden Schlossweiher, der einst zur Sicherung des später abgegangenen Oberschlosses aufgestaut wurde. Etwa an der Einmündung seines 5,3 km langen rechten Zuflusses Riedgraben wechselt der Kropsbach von der Südpfalz in die Vorderpfalz. Im Westteil der Rheinebene durchfließt er nacheinander die Neustadter Ortsteile Duttweiler und Geinsheim. Unterhalb von Geinsheim nimmt er von links den 14,2 km langen Hartgraben auf und empfängt dann von rechts seinen stärksten Zufluss, den gut 23 km langen Wiesgraben, der im Quellbereich Triefenbach genannt wird.

### Mündung
Nachdem er auf den letzten zwei Kilometern seines Laufs nach Nordosten geflossen ist, mündet der Kropsbach am Westrand der Gemeinde Hanhofen auf etwa 107 m Höhe von rechts in den unteren Speyerbach. Nur etwa 40 m abwärts liegt das Hanhofer Wassergescheid, an dem aus dem Speyerbach nach links der Woogbach abgeleitet wird.
Der gut 22 km lange Lauf des Kropsbachs endet ungefähr 353 Höhenmeter unterhalb seiner Quelle, er hat somit ein mittleres Sohlgefälle von etwa 16 ‰.

### Zuflüsse
- Hüttenbach (links), 0,8 km[6], 1,09 km²
- (Bach von der) Wolselquelle (links), 0,5 km, 1,06 km²
- Frauenbach (rechts), 0,4 km, 0,71 km²
- Kreuzgraben (links), 0,2 km, 0,46 km²
- Wingertgraben (rechts), 0,2 km, 0,02 km²
- Weggraben (rechts), 0,2 km, 0,02 km²

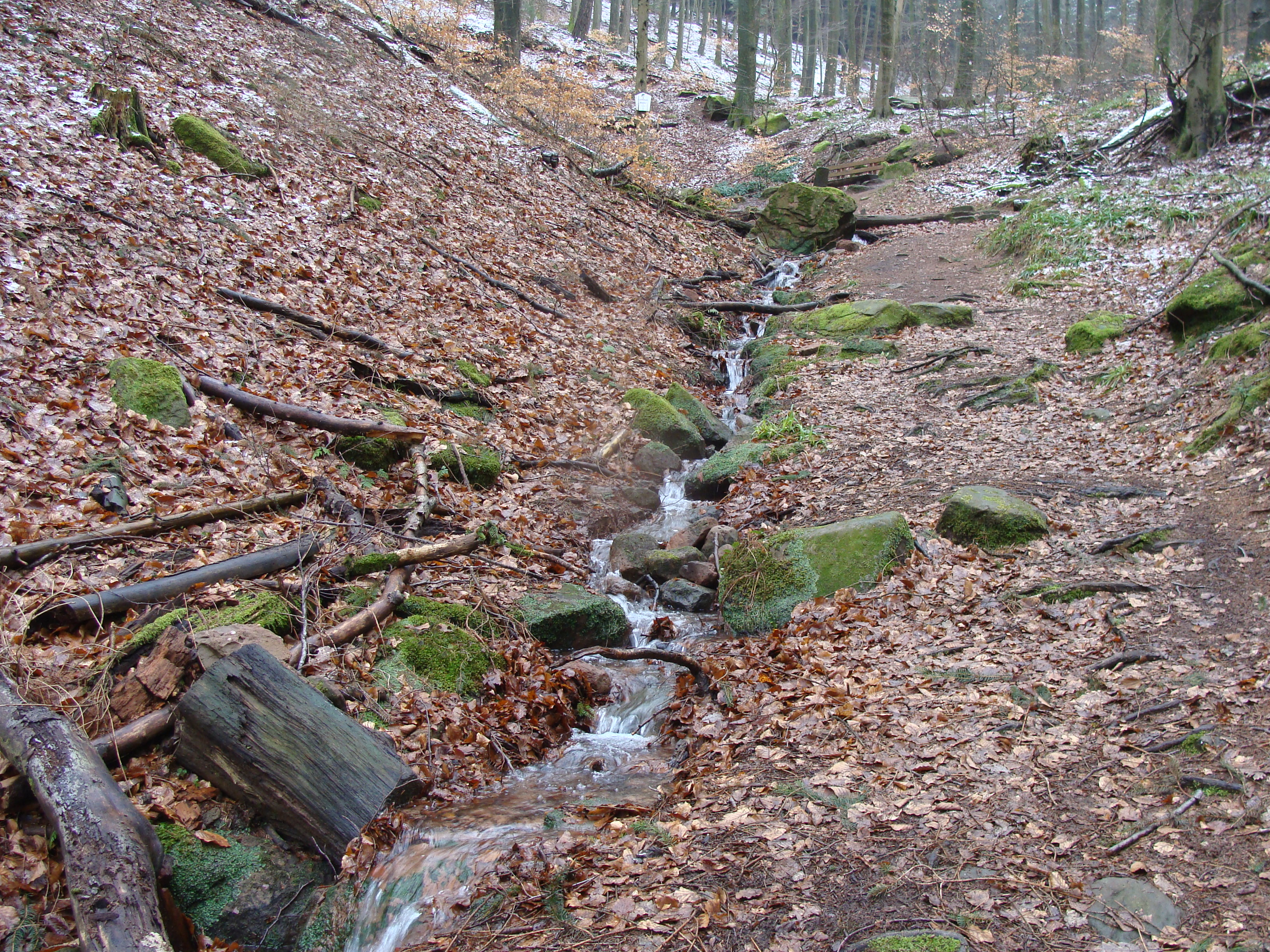
Der Triefenbach

- (Bach von der) Oberen Mühle (links), 0,6 km, 0,21 km²
- Alsterweiler Bach (links), 4,9 km, 3,36 km²
- Wiesengraben[7] (linke Abzweigung), 1,6 km, 0,04 km²
- Schlossgraben[7] (linke Abzweigung), 2,9 km, 2,05 km²
- Wolfsgraben (rechts), 1,3 km[6]
- Hörstengraben (links), 14,2 km, 38,66 km²
- Ölwiesengraben (links), 3,7 km, 4,53 km²
- Triefenbach  (rechts), 23,3 km, 27,71 km²

## Sehenswürdigkeiten

### Beweidungsprojekt

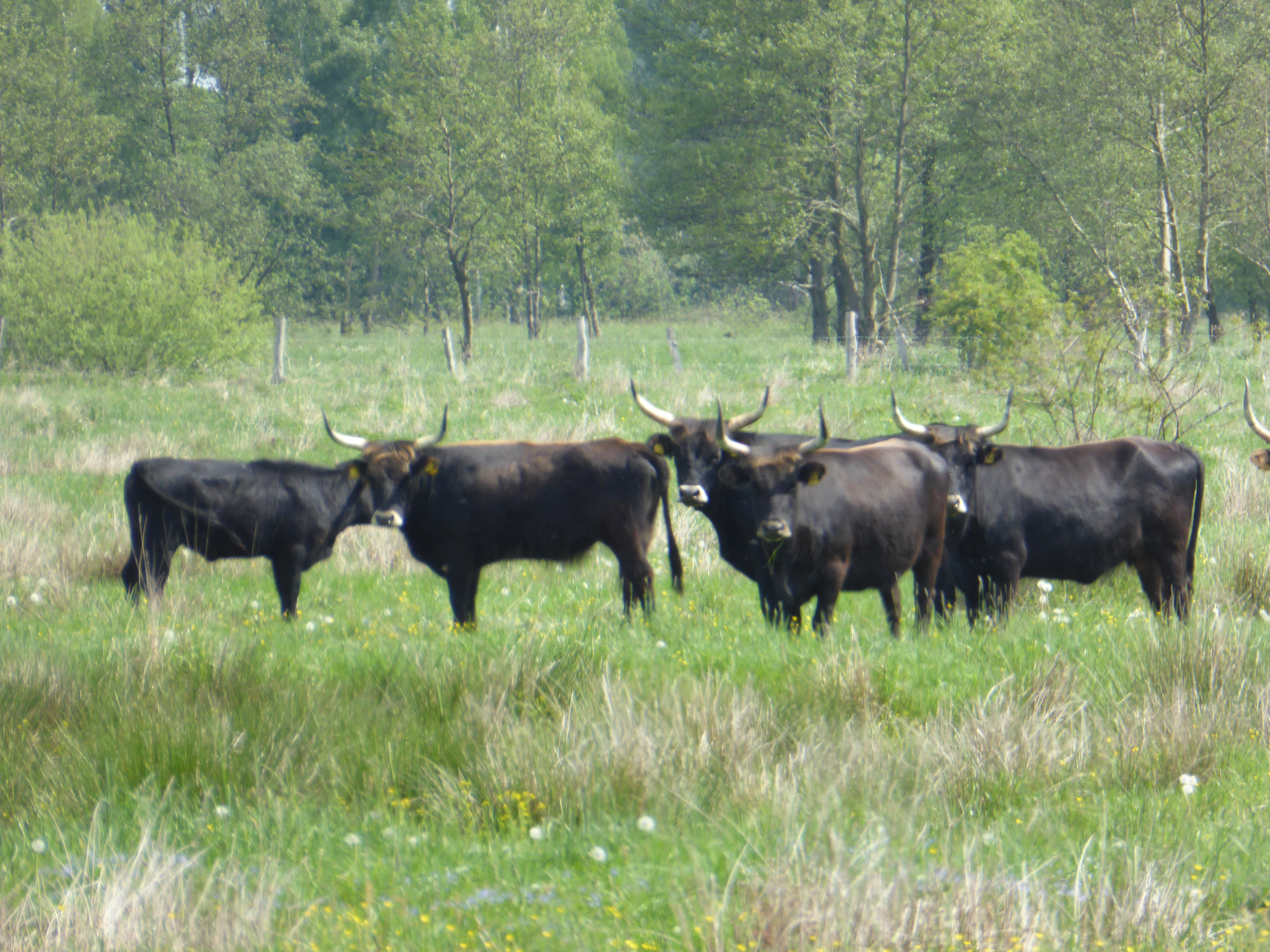
Heckrinder

2011 wurde nordwestlich des Sandwiesenweihers und westlich der Grillhütte ein etwa 41 Hektar großes Wald- und Wiesengebiet als Beweidungsprojekt Sandwiesenweiher eingezäunt und eine Herde von Heckrindern angesiedelt. Die Beweidung durch diese Rinder, die dem 1627 ausgerotteten Auerochsen nachgezüchtet sind und deren Bullen bis 900 kg Gewicht erreichen, soll bewirken, dass der lichte Kiefernwald seinen Charakter einer Monokultur verliert und wieder an Artenvielfalt gewinnt.
Der 4,5 km lange Auerochsenweg am Weidezaun entlang und vorbei am Haus an den Fichten ermöglicht Rundwanderungen. Pkw können auf dem Parkplatz St. Martiner Tal bei der Grillhütte oder auf dem Parkplatz an den Sandwiesen beim Wetzbrunnen abgestellt werden.

### Kropsburg

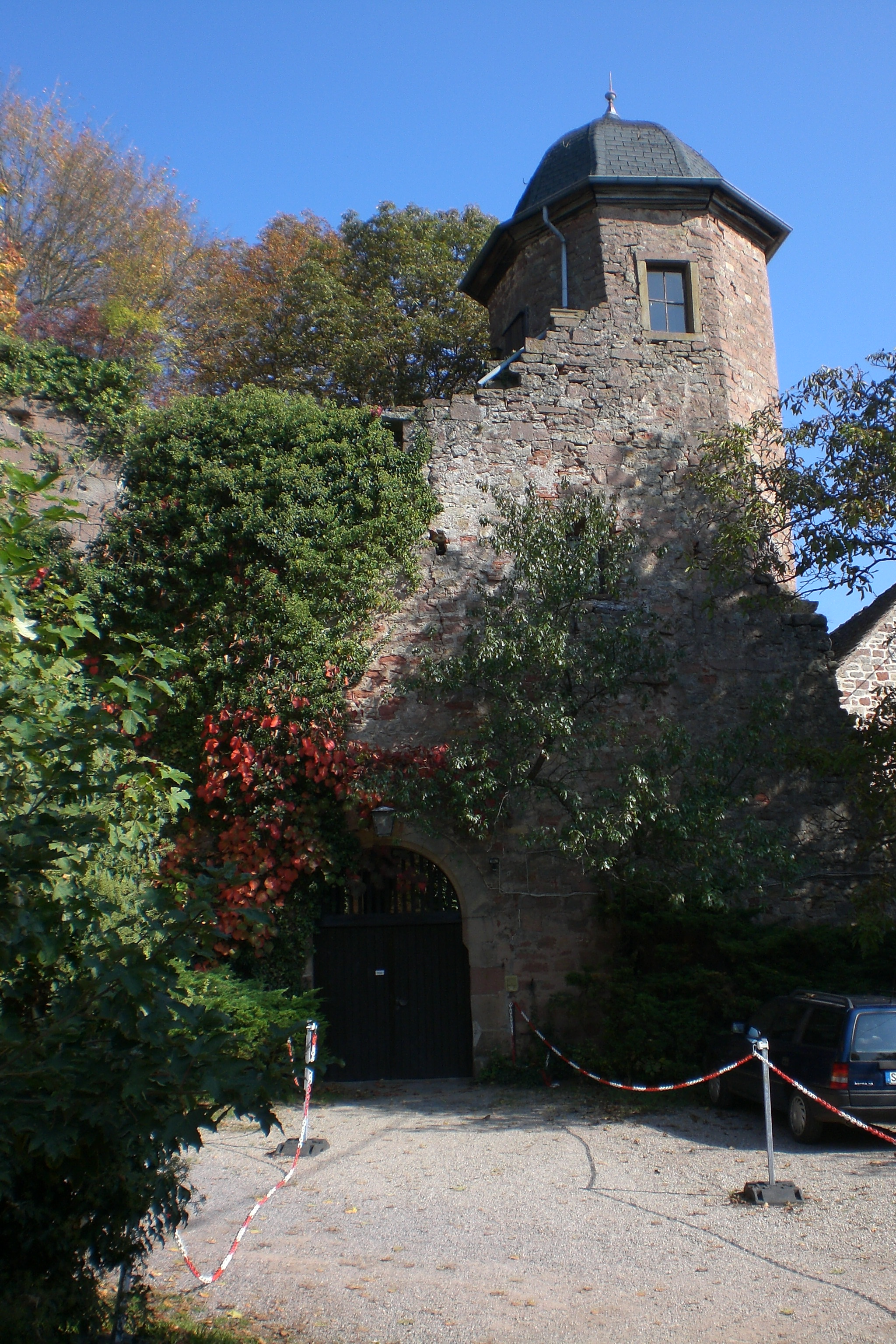
Die Kropsburg am Talausgang

Oberhalb der Gemeinde St. Martin, rechts über dem Ausgang des Kropsbachtals, liegt auf dem Sporn eines Vorbergs der Haardt in 250 m Höhe die Ruine der aus dem Mittelalter stammenden Kropsburg. Ihre Errichtung um das Jahr 1200 geht auf das Herrschergeschlecht der Staufer zurück. Damals entstand zur Abschirmung der etwa 20 km entfernten Reichsburg Trifels bei Annweiler ein ganzer Kranz von Burgen.
Die Kropsburg ist über Wanderwege und mit dem Kraftfahrzeug erreichbar. In der Vorburg wird ein Restaurant betrieben, dessen Terrasse einen Panoramablick über die Rheinebene bietet.

### Ortskern von St. Martin
Der mittelalterliche Ortskern von St. Martin ist als Denkmalzone eingestuft. Auf den Patron der überwiegend spätgotischen Martinskirche geht der Name des Dorfes zurück.

## Verkehr
Im Pfälzerwald begleitet den Kropsbach bis zum Gebirgsrand die Landesstraße 514, die als Totenkopfstraße von touristischer Bedeutung ist. Am Westrand der Rheinebene kreuzen den Kropsbach die Deutsche Weinstraße und die Bahnstrecke Neustadt–Wissembourg. Ein Kilometer weiter östlich überquert die Autobahn 65 (Ludwigshafen–Karlsruhe) den Bach. Zwischen Geinsheim und Hanhofen nähert sich das Gewässer von Südwesten her allmählich der Bundesstraße 39 (Neustadt–Speyer), mündet allerdings knapp südlich der Trasse.